# 阿瑟·格里菲斯
阿瑟·约瑟夫·格里菲斯（1872年3月31日—1922年8月12日）是新芬党的创始人及第三任领导人。1922年1月至8月他担任爱尔兰下议院主席，并且是1921年在伦敦缔结英爱条约时的爱尔兰代表。